# Jezioro Obrzańskie
Jezioro Obrzańskie – jezioro w województwie wielkopolskim, w powiecie wolsztyńskim, w gminie Wolsztyn.

## Charakterystyka
Jezioro leży 2 km na południe od Obry i jest w znacznej części otoczone lasami sosnowymi. Linia brzegowa o dł. 6750 m jest bardzo urozmaicona, tworzy liczne zakola, zatoczki i półwyspy. Jeden z półwyspów dzieli jezioro na dwie części: południową i zarastającą północną, która jest miejscem gniazdowania m.in. perkoza rdzawoszyjnego, zausznika, bąka, żurawia i gęgawy.